# Берман, Вальтер
Вальтер Эммерих Берман (нем. Walter Emmerich Behrmann; 22 мая 1882, Ольденбург — 3 мая 1955, Берлин) — немецкий географ, разработавший картографическую проекцию Бермана (1910, в книге нем. Die beste bekannte flächentreue Projektion der ganzen Erde).
Окончил Гёттингенский университет (1905), ученик Германа Вагнера. В 1906 г. защитил докторскую диссертацию «О нижненемецких лоциях XV—XVI веков» (нем. Über die niederdeutschen Seebücher des fünfzehnten und sechzehnten Jahrhunderts). В 1908—1909 гг. был ассистентом Йозефа Парча в Лейпцигском университете. В 1912—1913 гг. участвовал в германской колониальной экспедиции Рихарда Турнвальда к реке императрицы Августы в Новой Гвинее. В дальнейшем опубликовал несколько книг с описанием экспедиции и обследованного ею района, а также обобщающий труд «Задачи колониальной картографии» (нем. Aufgaben der Kolonialkartographie; 1936).
В 1918 г. был назначен директором Землеописательной комиссии Румынии. Затем вернулся в Германию, где короткое время преподавал картографию в Берлинском университете. С 1923 г. профессор Франкфуртского университета. В 1948—1954 гг. профессор Свободного университета Берлина. Посмертно издана книга воспоминаний «Чудеса по всему миру. Опыт одного географа в ближних и дальних краях» (нем. Der weiten Welt Wunder. Erlebnisse eines Geographen in Fern und Nah; 1956).
Действительный член академии «Леопольдина» (1940).